# Universität Oulu

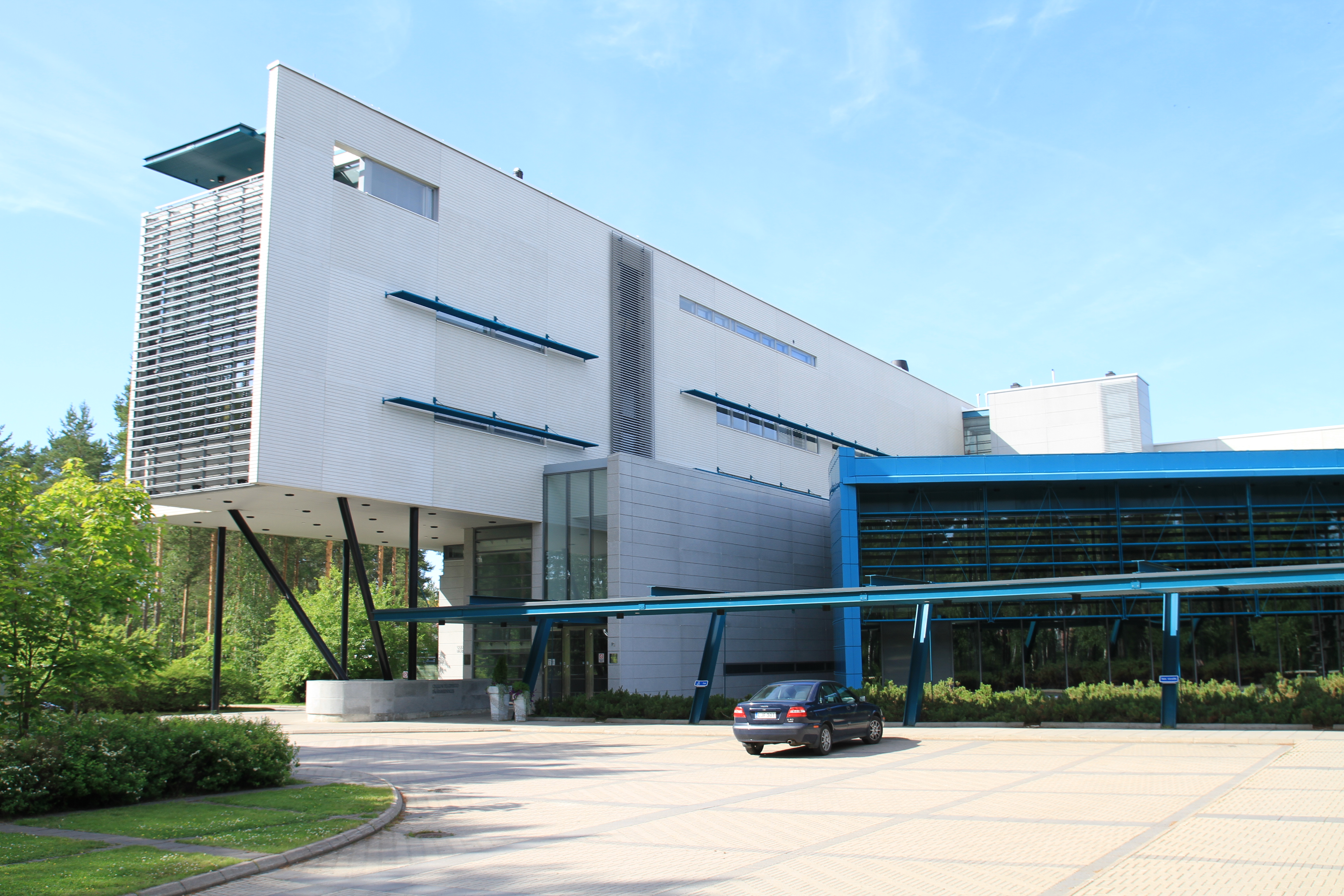
Hauptgebäude der Universität in Linnanmaa.

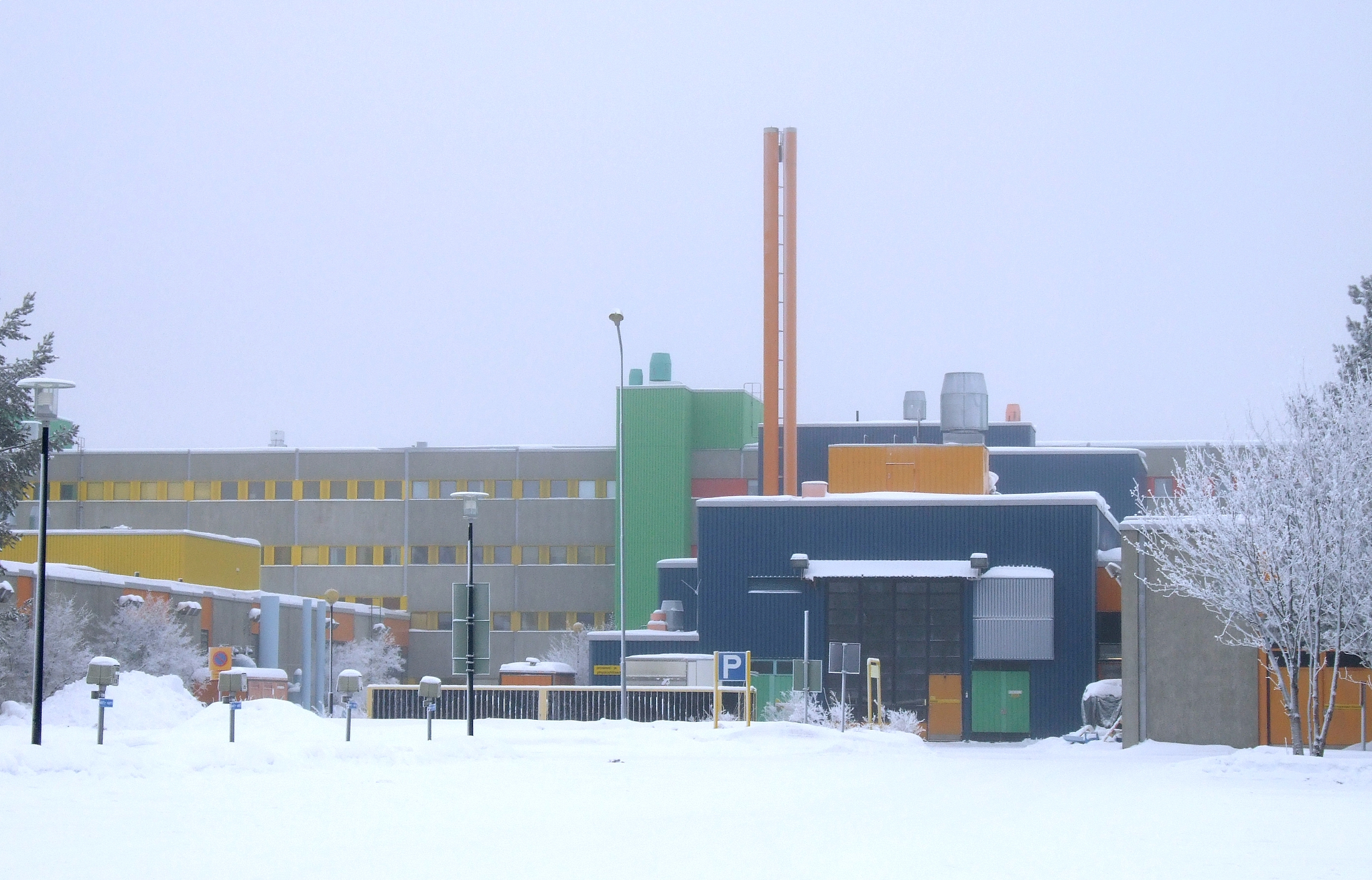
Fakultät für Technologie in Linnanmaa.

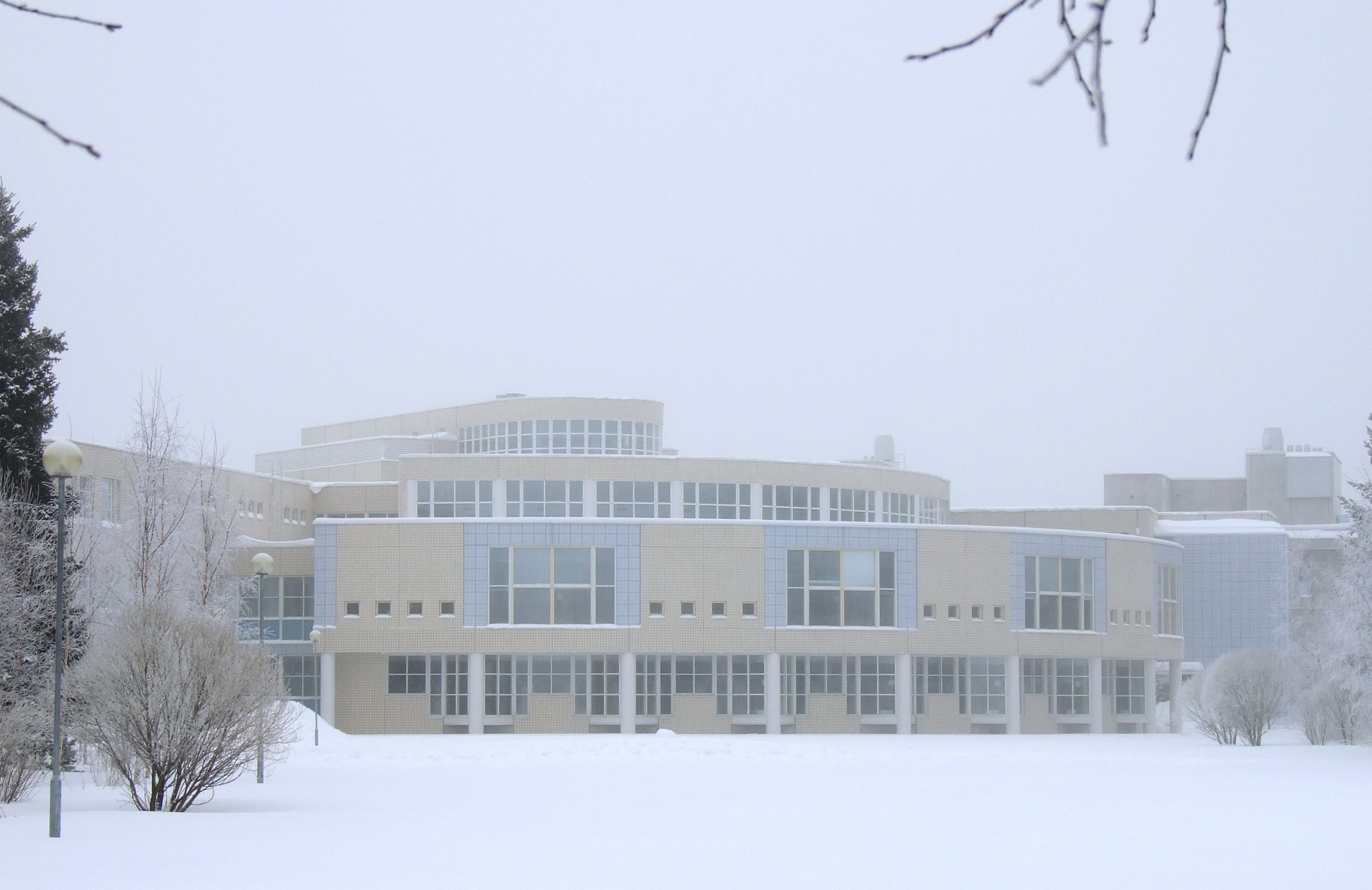
Universitätsbibliothek Oulu in Linnanmaa

Die Universität Oulu (finnisch: Oulun yliopisto; lat.: Universitas Ouluensis) ist eine Universität in der finnischen Stadt Oulu. Sie wurde 1958 gegründet und nahm im folgenden Jahr ihren Betrieb auf. Die Universität hat zurzeit etwa 14.200 Studenten sowie rund 2.850 wissenschaftliche Angestellte. Rektor der Universität ist seit dem 1. Januar 2015 Jouko Niinimäki, Professor für Mechanische Prozesstechnik.

## Standorte
Die Universität verteilt sich auf folgende drei Campus:
- Der Hauptcampus liegt in Linnanmaa, etwa 5 km nördlich des Zentrums von Oulu
- Die Fakultät für Medizin besitzt einen eigenen Campus in Kontinkangas
- Der dritte Campus liegt in Kajaani, etwa 185 km südöstlich von Oulu

## Fakultäten
Die Universität Oulu unterhält zehn Fakultäten:
- Fakultät für Architektur
- Fakultät für Biochemie und Molekulare Medizin
- Humanistische Fakultät
- Erziehungswissenschaftliche Fakultät
- Naturwissenschaftliche Fakultät
- Medizinische Fakultät
- Oulu Business School
- Technische Fakultät
- Fakultät für Informations- und Elektrotechnik
- Fakultät für Bergbau

## Rektoren
In Klammern: Amtszeit
- Jouko Niinimäki (2015– )
- Lauri Lajunen (1993–2015)
- Juhani Oksman (1990–1993)
- L. Kalevi Korhonen (1987–1990)
- Markku Mannerkoski (1968–1987)
- Erkki Koiso-Kanttila (1965–1968)
- Niilo Söyrinki (1963–1965)
- Pentti Kaitera (1959–1962)

## Persönlichkeiten der Universität (Auswahl)
- Martti Ahtisaari, früherer Präsident der Republik Finnland sowie Friedensnobelpreisträger (2008)
- Pekka Aikio, Präsident des Sami-Parlaments Finnlands von 1996 bis 2008
- Tytti Isohookana-Asunmaa, finnische Kultusministerin (1991–1995), Mitglied des finnischen Parlaments
- Lasse Lehtinen, ehemaliges Mitglied des finnischen Parlaments sowie des  europäischen Parlaments
- Tuija Lehtinen, Schriftsteller
- Sami Lopakka, Musiker und Schriftsteller, Gitarrist der Band Sentenceed (1989–2005)
- Jarkko Oikarinen, Entwickler des  Internet Relay Chats (IRC)
- Sakari Orava, Professorin und auf Sportverletzungen spezialisierte Chirurgin
- Jussi Pesonen, CEO von UPM-Kymmene
- Hannu Rajaniemi Science-Fiction- und Fantasy-Autor
- Sandra Reimann, Germanistik-Professorin
- Seppo Säynäjäkangas, Professor, Erfinder des portablen Herzmonitors und CEO von Polar Electro
- Ago Silde estnischer Politiker, Gouverneur des Kreises Ida-Viru (2004–2007)
- Tytti Tuppurainen, finnische Europaministerin, Mitglied des finnischen Parlaments
- Jari Vilén Politiker und Diplomat
- Sauli Vuoti Musiker, Chemiker und Schriftsteller, Sänger und Gitarrist der Band „Kinetik Control“, Gründer des Magazins Inferno